# Re: Cutie Honey
Re: Cutie Honey (Re: キューティーハニー Kyūtī Hanī?) es una serie de anime producida por Gainax basada en el concepto original de Gō Nagai. Fue creada en 2004 que consta de tres OVAs.

## Historia
Honey Kisaragi es una chica normal, trabaja en una oficina y vive en un departamento, como cualquier otra humana, pero ella es realmente una androide creada por el profesor Kisaragi a base de las células de su hija, pero al despertar de su creación, ve que su padre es asesinado por una asociación terrorista llamada Panther Claw (Garra de pantera) por lo cual decide usar sus poderes (incompletos) para combatir a Panther Claw, transformándose en la Guerrera del Amor, Cutie Honey.

## OVAS
La Historia está dividida en tres OVA Ten no Maki, Chi no Maki y Hito no maki
- Ten no Maki (Historia del Cielo): Una misteriosa organización terrorista crea caos y destrucción, y mientras la policía de Japón dirigidos por la inspectora Natsuko Aki los persigue para detenerlos, una sola mujer en motocicleta los detiene y derrota. La banda anónima hasta ese momento ataca en una autopista, un hospital, unos baños públicos y finalmente una estación de televisión, donde aparece Gold Claw, y presenta a la organización terrorista como Panther Claw, una banda sin objetivo fijo, que solo busca el placer de su líder, Sister Jill, allí aparece de nuevo la mujer misteriosa, esta vez disfrazada de una asistente de director, donde también se presenta, Cutie Honey, la guerrera del amor.

- Chi no Maki (Historia de la tierra): Una misteriosa mujer con traje de cuero y características felinas llamada Cobalt Claw, persigue y ataca a Cutie Honey, destruyendo todo a su paso, y haciéndole creer al mundo que Cutie Honey es un enemigo público, mientras tanto, una mujer adulta con apariencia de niña de 12 años, Scarlet Claw, destruye la ciudad escribiendo un mensaje "Queremos A Cutie Honey". Cutie Honey enfrentaba a Cobalt Claw, sin saber que Scarlet llevaba a cabo una campaña de terror y odio hacia Cutie Honey, haciéndola ver como una molestia y secuestrando a todas las mujeres con la excusa de que, como Cutie Honey, se podía convertir en cualquier mujer, las capturarían todas hasta tener a la verdadera. Todas estas situaciones deprimen mucho a Honey, quien es animada por la Inspectora Natsuko Aki.

- Hito no Maki (Historia de los humanos) Black Claw, era el último obstáculo que Honey debía pasar antes de enfrentarse contra Sister Jill, quien se había fortalecido increíblemente, gracias a la energía de las mujeres jóvenes que habían secuestrado. Con dificultad Honey logra vencer a Black Claw, y ahora debía derrotar a Sister Jill, quien había crecido hasta cubrir la ciudad, pero gracias a las oportunas intervenciones de Natsuko Aki y a la secreta supervisión de Hayami Seigi, Honey logra ver dentro del corazón de Sister Jill, y destruirla.

## Personajes
- Honey Kisaragi/Cutie Honey: Una androide creada por el profesor Kisaragi, que se transforma en Cutie Honey para luchar contra Panther Claw

ella además tiene diversas formas, tales como:
- Armadura Honey (varias formas)
- asistente de director Honey
- Honey Kisaragi ("Normal")
- Hurricane Honey (Motociclista)
- Enfermera Honey
- Anciana Honey
- Panther Honey
- Policía Honey
- Honey en toalla
- formas aparecidas en el opening
  - futbolista Honey Honey
  - jugadora de baseball Honey
  - Bailarina de Ballet Honey
  - Novia Honey
  - Oso Honey
  - Honey con gorra
  - Porrista Honey
  - Luchadora China Honey
  - Cocinera Honey
  - Detective Honey
  - Baterista Honey
  - Niña pequeña Honey
  - Cantante Honey
  - Kendō Honey
  - Kimono Honey
  - Camarera Honey
  - Honey Modelo
  - Momia Honey
  - Ninja Honey
  - Monja Honey
  - Pirata Honey
  - Sacerdotisa Honey
  - Princesa Honey
  - Patinadora Honey
  - Estudiante Honey
  - Stripper Honey
  - Ladrón Honey
  - Luchadora Honey

- Inspectora Aki Natsuko: Una Inspectora del departamento de policía de Japón, investiga el caso de Panther Claw y el de Cutie Honey, de quien se hace amiga

- Hayami Seigi: Un misterioso y pervertido reportero que parece saber mucho sobre Panther Claw y Cutie Honey.

- Sister Jill: La líder de Panther Claw, sus motivos no están claros, pero solo una cosa es segura, quiere dejar mal a Cutie Honey

- Gold Claw: Una de los cuatro dioses de Panther Claw, su nombre significa Garra Dorada, utiliza las armas de fuego para crear caos y destrucción, es derrotada por Honey en el primer OVA.

- Cobalt Claw:La segunda de los Dioses, su nombre significa Garra Cobalto, prefiere luchar cuerpo a cuerpo y utiliza como su única arma los látigos que se encuentran en la parte superior de su máscara, es asesinada por Scarlet en el segundo OVA.

- Scarlet Claw:La tercera de los 4 dioses de Panther Claw, su nombre significa Garra Escarlata, al principio se comportaba como una subordinada de Cobalt Claw, pero mientras ella peleaba contra Cutie, Scarlet secuestraba a todas las mujeres jóvenes y hermosas como regalo para Sister Jill, es derrotada por Honey en el segundo OVA.

- Black Claw: La última y más poderosa de los cuatro dioses, su nombre significa Garra Negra, está compuesta por dos mitades opuestas que se complementan, utiliza una espada para atacar, pero es vencida por Cutie Honey en el tercer OVA.

### Reparto
| Personaje                  | Seiyū          |
| -------------------------- | -------------- |
| Honey Kisaragi/Cutie Honey | Yui Horie      |
| Seiji Hayami               | Hideo Ishikawa |
| Natsuko "Natchan" Aki      | Junko Noda     |
| Sister Jill                | Kazue Ikura    |
| Scarlet Claw               | Hiromi Konno   |
| Cobalt Claw                | Mami Kingetsu  |
| Gold Claw                  | Noriko Uemura  |
| Black Claw                 | Yumi Tōma      |

## Banda sonora
- Opening: キューティーハニー (Cutie Honey) por Kumi Kōda.
- Endings:
  - Into your heart por Kumi Kōda (ep 1-2).
  - キューティーハニー (Cutie Honey) por Kumi Kōda (ep 3).